# Грация-KZ
«Грация-КZ» (каз. «Грация-КZ») — женский волейбольный клуб из Уральска, выступающий в
Высшой лиге «А».

## История
Клуб образован по инициативе акима Западно-Казахстанской области К.К. Жакупова, при поддержке Джона Мороу (КПО б.в.) и Клаудио Секки (IGS Sicim) в 2000 году. Идея создания волейбольного клуба по поддержке детско-юношеского волейбола принадлежит первому президенту федерации волейбола Западно-Казахстанской области В.А.Кондратенко и начальнику областного управления физической культуры и спорта Ш.А.Утемисову.

## Достижения
- Чемпион Высшей лиги "А" Казахстана (2) — 2012, 2013